# Coffret à estampe

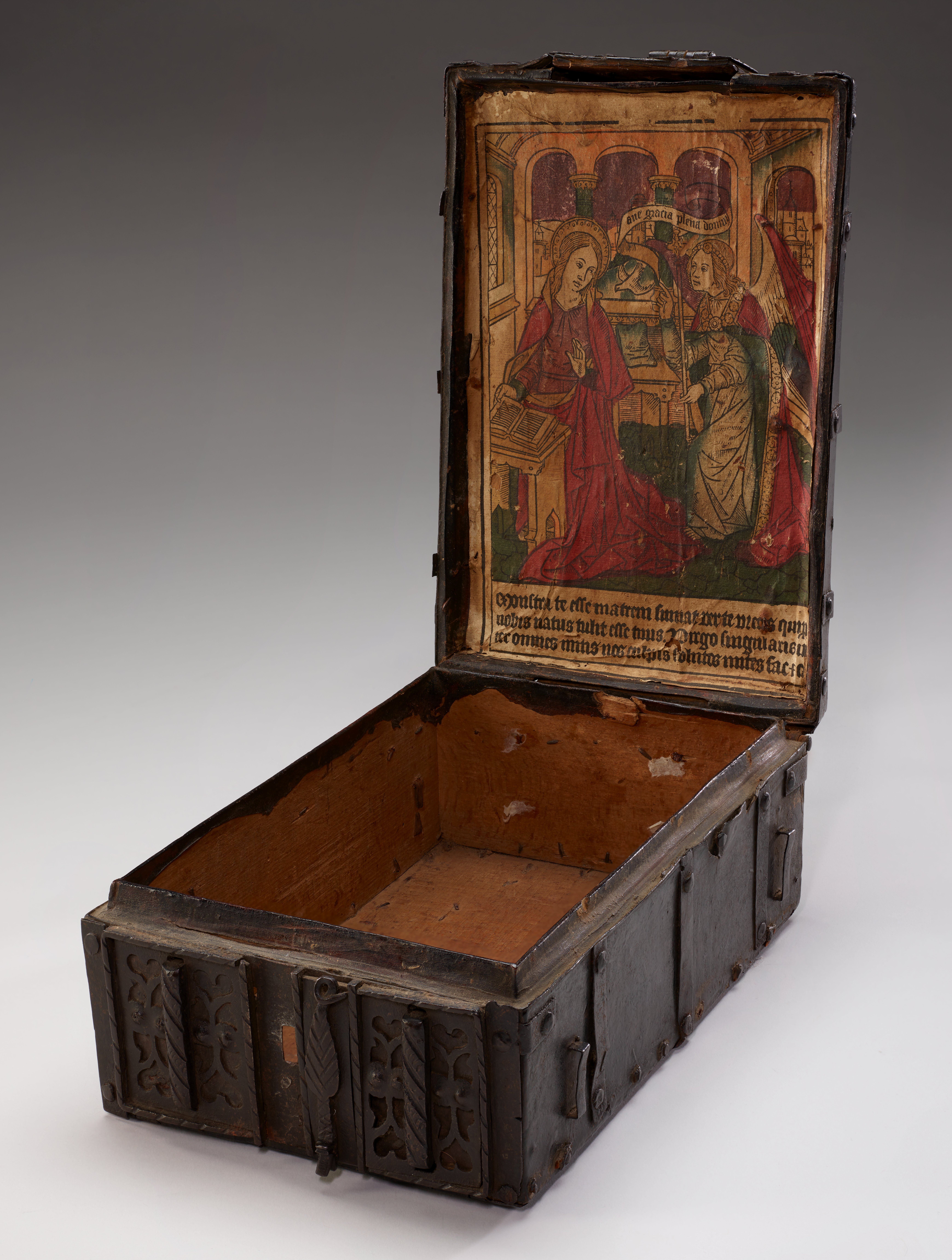
Un coffret à estampe avec une gravure sur bois de l'Annonciation, vers 1490-1500, Minneapolis Institute of Art.

La dénomination de coffret à estampe s'applique à un groupe d'environ 130 coffrets en hêtre gainé de cuir noir et bardé de fer, présentant des caractéristiques morphologiques communes, et ayant la particularité de comporter, au revers de leur couvercle, une xylographie coloriée. Ces coffrets, dont la date de production se situe entre 1480 et 1530, ont parfois été improprement appelés coffrets de messager.
La plupart de ces xylographies coloriées au pochoir proviennent d'une même mouvance, d'un même atelier. Le Maître des Très Petites heures d'Anne de Bretagne, à qui l'on doit également les cartons de La Dame à la licorne, en porte une des appellations les plus connues. Dans le registre de l'estampe, la désignation de « style d'Ypres » (c'est-à-dire d'après Jean d'Ypres) est désormais préférée. Les estampes de ces coffrets présentent toutes les caractéristiques du « style d'Ypres » et témoignent de cette période charnière des transformations du goût aux environs de 1500. La composition, le traitement des personnages, du paysage ou de l'architecture, sont encore d'une nature médiévale même si, parfois, certains éléments (candélabres) tentent de moderniser ce goût sans en altérer radicalement les principes fondamentaux.
Il est évident que ces coffrets n'ont dû leur préservation qu'à l'estampe qu'ils contenaient, et c'est pour elle qu'ils ont été acquis par la majorité des institutions publiques qui en conservent. Or si l'estampe appartient indiscutablement à un petit groupe, rare et précieux, des incunables de l'image gravée, son alliance avec un coffret induit un renforcement mutuel de leurs valeurs. Cette association d'une image de piété avec une boîte, forte en apparence seulement, témoigne de la complexité et de la diversité des pratiques médiévales, notamment religieuses.

Coffret à estampe de l'Art Institute of Chicago
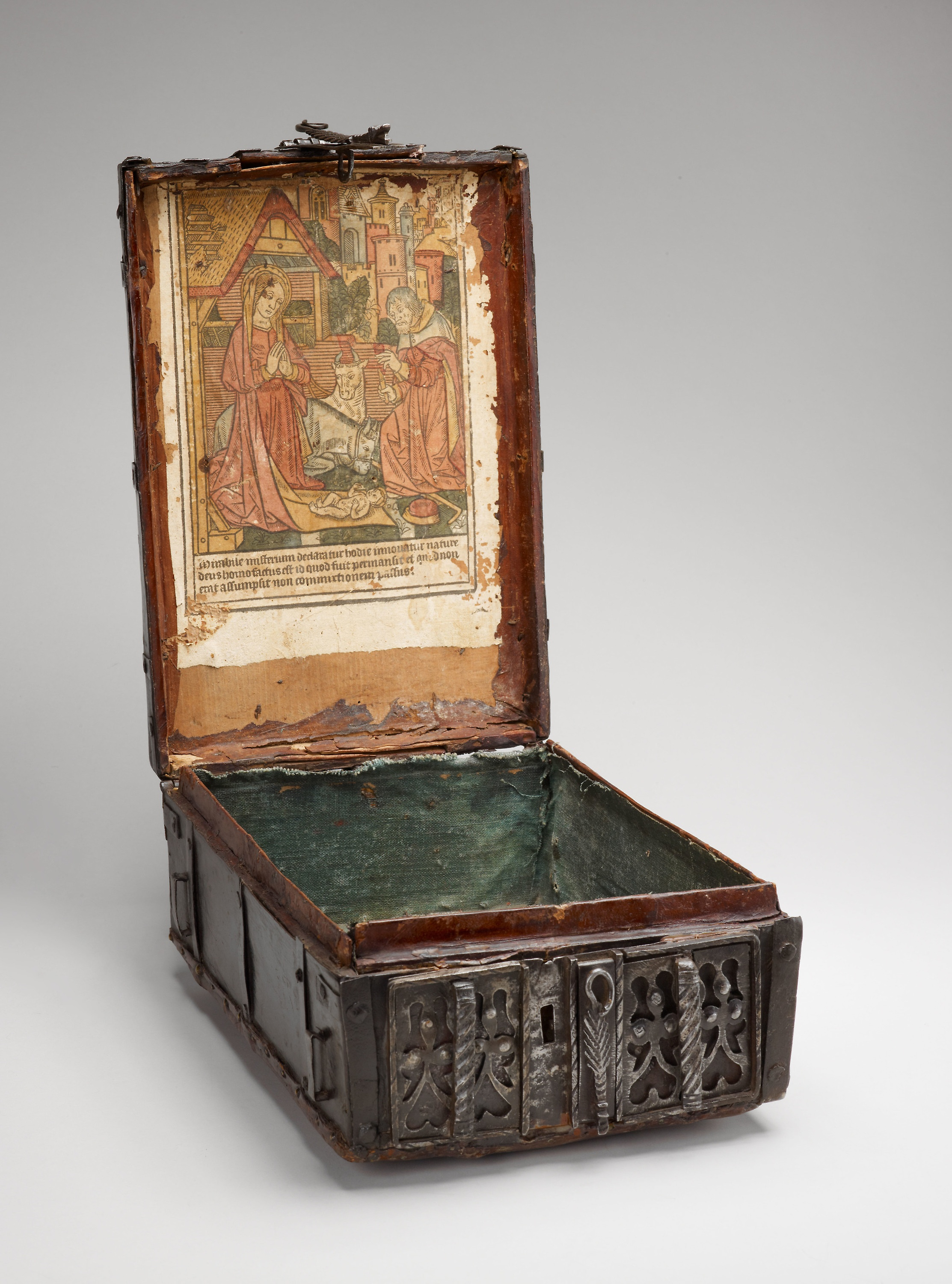
Un coffret à estampe, vers 1490, Art Institute of Chicago
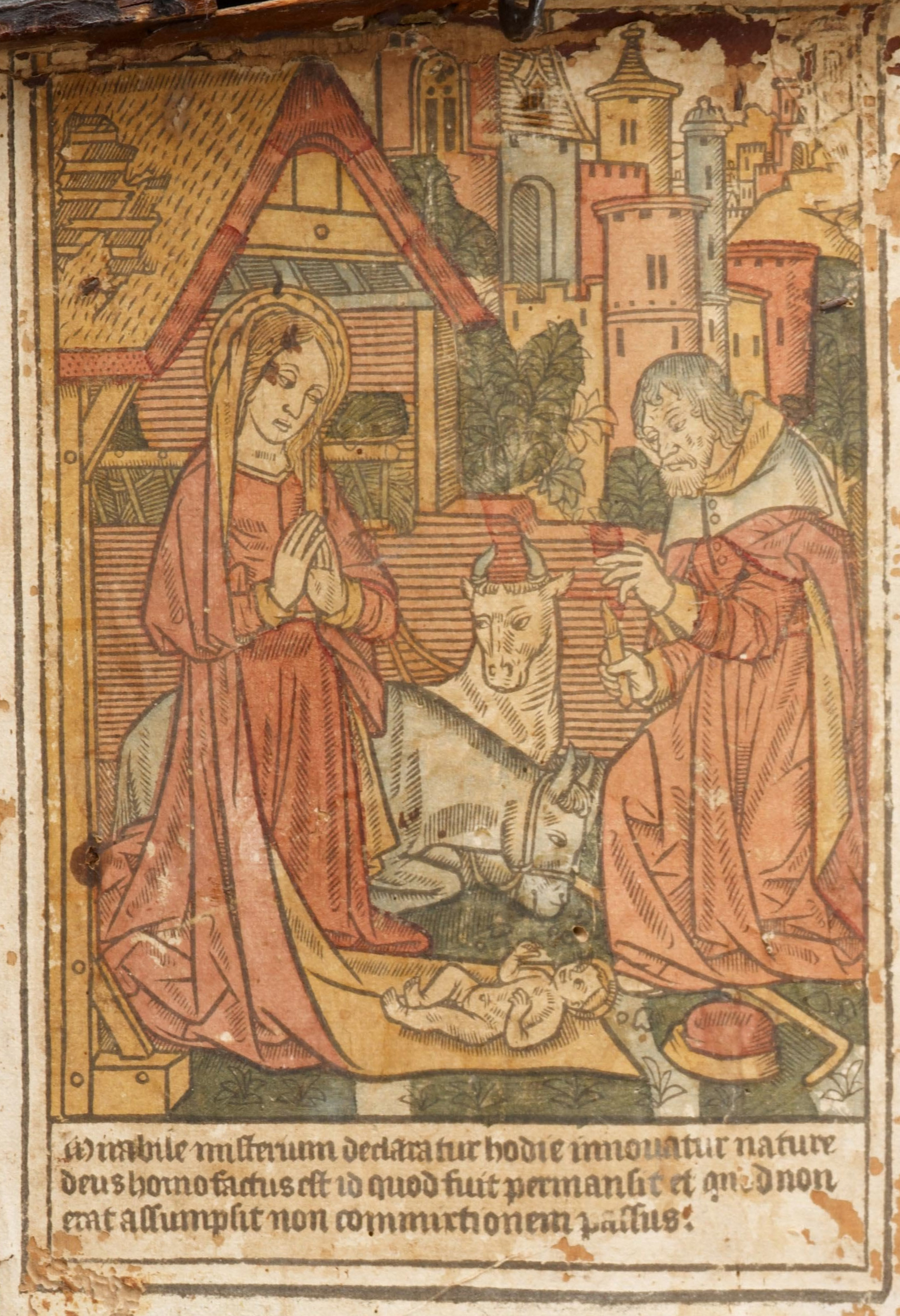
Xylographie de la Nativité attribuée à l'atelier du Maître des Très Petites heures d'Anne de Bretagne, collée à l'intérieur du couvercle du coffret

## Conservation
- Paris :
  - Bibliothèque nationale de France : 16 coffrets[2] ;
  - Musée de Cluny : 8 coffrets ;
  - École nationale supérieure des beaux-arts (donation Jean Masson)[3].
- États-Unis :
  - Art Institute of Chicago : The Nativity, in Coffer[4].
  - Cleveland Museum of Art : Coffre avec une image du voile (en) de sainte Véronique[5]
  - Minneapolis Institute of Art : Coffre avec une image de l'Annonciation[1]
- Royaume-Uni :
  - Bibliothèque Bodléienne (Université d'Oxford)[6].